# Zottel-Hasenkänguru
Das Zottel-Hasenkänguru (Lagorchestes hirsutus), auch  Mala  genannt, ist eine Beuteltierart aus der Familie der Kängurus (Macropodidae).
Der Artzusatz im wissenschaftlichen Namen ist das lateinische Wort hirsutus (haarig/zottlig).

## Merkmale
Zottel-Hasenkängurus zählen zu den kleinsten Kängurus: sie erreichen eine Kopf-Rumpf-Länge von 31 bis 39 Zentimetern, eine Schwanzlänge von 25 bis 38 Zentimetern und ein Gewicht von 0,8 bis 1,7 Kilogramm. Ihr dichtes Fell ist an der Oberseite graubraun gefärbt, die Unterseite ist heller. Namensgebendes Merkmal sind die langen, rotbraunen Haare am Rücken. Die Hinterbeine sind wie bei den meisten Kängurus deutlich länger als die Vorderbeine. Der Kopf ist relativ klein, die Ohren hingegen sind lang.

## Verbreitung und Lebensweise
Das ursprüngliche Verbreitungsgebiet des Zottel-Hasenkängurus umfasste rund 25 Prozent Australiens; so lebten sie im Northern Territory, in Western Australia und im nordwestlichen South Australia. Heute kommen sie auf dem australischen Festland nicht mehr vor, die einzigen Bestände leben auf den Bernier- und Dorre-Inseln vor der Küste Westaustraliens. Ihr ursprünglicher Lebensraum sind trockene, mit Stachelkopfgräsern bewachsene Grasländer.

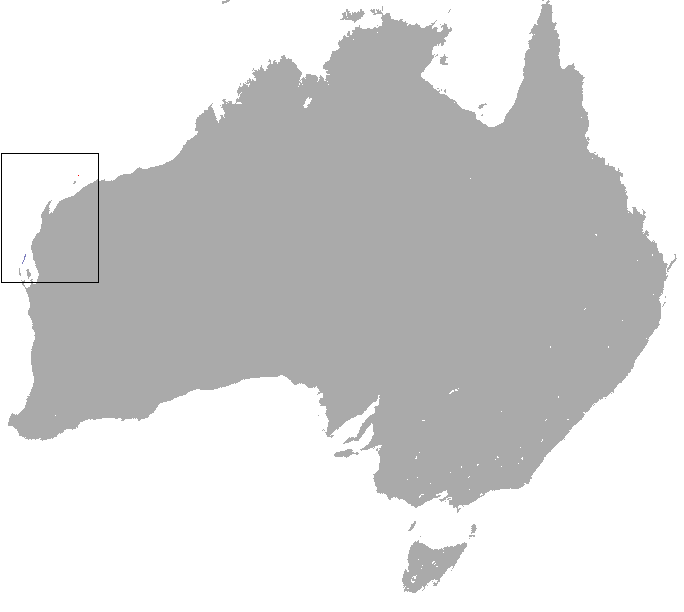
Verbreitungskarte des Zottel-Hasenkängurus

Zottel-Hasenkängurus sind nachtaktive Tiere, die tagsüber in Erdbauen schlafen. Mit der Dämmerung kommen sie aus ihren Verstecken und beginnen mit der Nahrungsaufnahme. Sie leben einzelgängerisch und vermeiden üblicherweise den Kontakt mit Artgenossen. Ihre Nahrung besteht aus Gräsern, Kräutern und Samen, manchmal auch Früchten. Wie alle Kängurus haben sie einen mehrkammerigen Magen, um die schwer verdauliche Pflanzennahrung besser verwerten zu können.

## Gefährdung
Mit der Besiedlung Australiens durch die Europäer wurden Zottel-Hasenkängurus zunächst stark dezimiert, da ihre Lebensräume durch menschliche Eingriffe verändert wurden. Die  Praxis der Aborigines, jährlich kleinere Gebiete durch Brandrodung zu kultivieren, trug dazu bei, da so Pflanzen, die die Kängurus für Deckung und Nahrung benötigten, seltener wurden. Mit der Vertreibung der Aborigines wurde diese Praxis eingestellt, jedoch kam es nun häufiger zu riesigen Buschbränden, die die verbliebenen Bestände weiter dezimierten. Die Nahrungskonkurrenz durch eingeschleppte Kaninchen und die Nachstellung durch die ebenfalls eingeschleppten Füchse führten schließlich zur Ausrottung der Tiere auf dem australischen Festland.
In den 1990er-Jahren verschwanden die letzten Bestände auf dem Festland, eine Population in der Tanamiwüste wurde durch ein Buschfeuer ausgelöscht. Seitdem gibt es freilebend nur noch die Bestände auf den beiden Inseln Bernier Island und Dorre Island. Einige Tiere werden in Gefangenschaft gezüchtet, ein Auswilderungsprogramm fand auf Trimouille Island vor der Nordwestküste Australiens statt. Mittlerweile leben auf Trimouille Island rund 120 Tiere, die Populationsgröße auf der Bernier- und Dorre-Insel ist nicht bekannt, Schätzungen aus den 1990er-Jahren belaufen sich auf 4300 bis 6700 Tiere. Die IUCN listet die Art als „gefährdet“ (vulnerable).